# Manuela Sáenz
Manuela Sáenz de Vergara y Aizpuru o Manuela Saenz de Thorne (Quito, 27 de diciembre de 1797-Paita, 23 de noviembre de 1856), conocida también como Manuelita Sáenz, fue una política y militar neogranadina prócer de la independencia hispanoamericana.
Por sus actividades heroicas en favor de la Independencia del Imperio español, recibió la orden peruana de «caballeresa del Sol» en 1822, por el general José de San Martín, el rango de coronel por el Congreso de la Gran Colombia por su participación en la batalla de Junín, igualmente recibió el título de Libertadora del Libertador que le otorgó Simón Bolívar al salvarle la vida durante la conspiración Septembrina en Bogotá.
Sostuvo con Bolívar una épica relación sentimental, intelectual y de ideales de la campaña libertadora, donde se le atribuye la concepción de la Patria Grande. Ella tomó parte activa en la guerra: montaba a caballo, manejaba las armas, muchas veces utilizó el uniforme militar y fue capaz de sofocar un motín en la plaza de Quito. Participó en la batalla de Ayacucho y fue edecana que resguardó los documentos del Libertador. Tras la muerte de Bolívar y la separación de la Gran Colombia fue criticada, denigrada, ignorada y desterrada por sus contemporáneos, persecución que aun siguió décadas después de su muerte. Vivió sus últimos días exiliada en el puerto de Paita en Perú, fue visitada por importantes personajes de la época, como Giuseppe Garibaldi (líder de la unificación italiana) y Herman Melville (escritor de Moby Dick), como también recibió la visita del ilustre maestro Simón Rodríguez. Conservó las cartas de Bolívar, a quien veneró hasta sus últimos días.
Manuela Sáenz empezó a ser reconocida por la historiografía independentista hispanoamericana contemporánea en el siglo XX como una gran heroína y prócer en la gesta de la independencia y es considerada un símbolo del feminismo en América Latina. En 2007, el gobierno de Ecuador la ascendió post mortem al grado de general.

## Obra y vida
Manuela Sáenz de Vergara y Aizpuru, nació en Quito el 27 de diciembre de 1797, aunque algunas fuentes citan otra fecha. Fue hija natural del hidalgo español Simón Tadeo Sáenz de Vergara y Yedra, nacido c. 1751 en Burgos, y de la criolla María Joaquina de Aizpuru y Sierra Pambley nacida en Quito. Su madre, que había sido enviada a la hacienda Cataguango, propiedad de los Aizpuru, a dar a luz, murió de fiebre puerperal, según demuestra el historiador Carlos Álvarez Saa.
Su padre era funcionario de la Real Audiencia de Quito, casado con Juana del Campo Larraondo y Valencia, ilustre dama nacida c. 1760 en Popayán, con quien tuvo varios hijos, hermanastros por tanto de Manuela. Su padre le llevaba de visita a la Hacienda Cataguango que compartía con su esposa, quien siempre la trató  con cariño y le prodigó afectuosos cuidados de madre. Se sabe que, por sus talentos y dones especiales, fomentó su interés por la lectura y le enseñó buenas costumbres. En los primeros años de su vida cuando salía del internado para pasar unos días en Cataguango, su padre le obsequia con dos esclavas negras Natán y Jonatás, dos niñas como ella para que jugaran y la cuidaran, se inició así en la niñez una amistad que les unió siempre, y fueron sus inseparables amigas y compañeras. En la casa paterna nació además un profundo lazo de amor con su hermano de padre, José María Sáenz de Vergara.

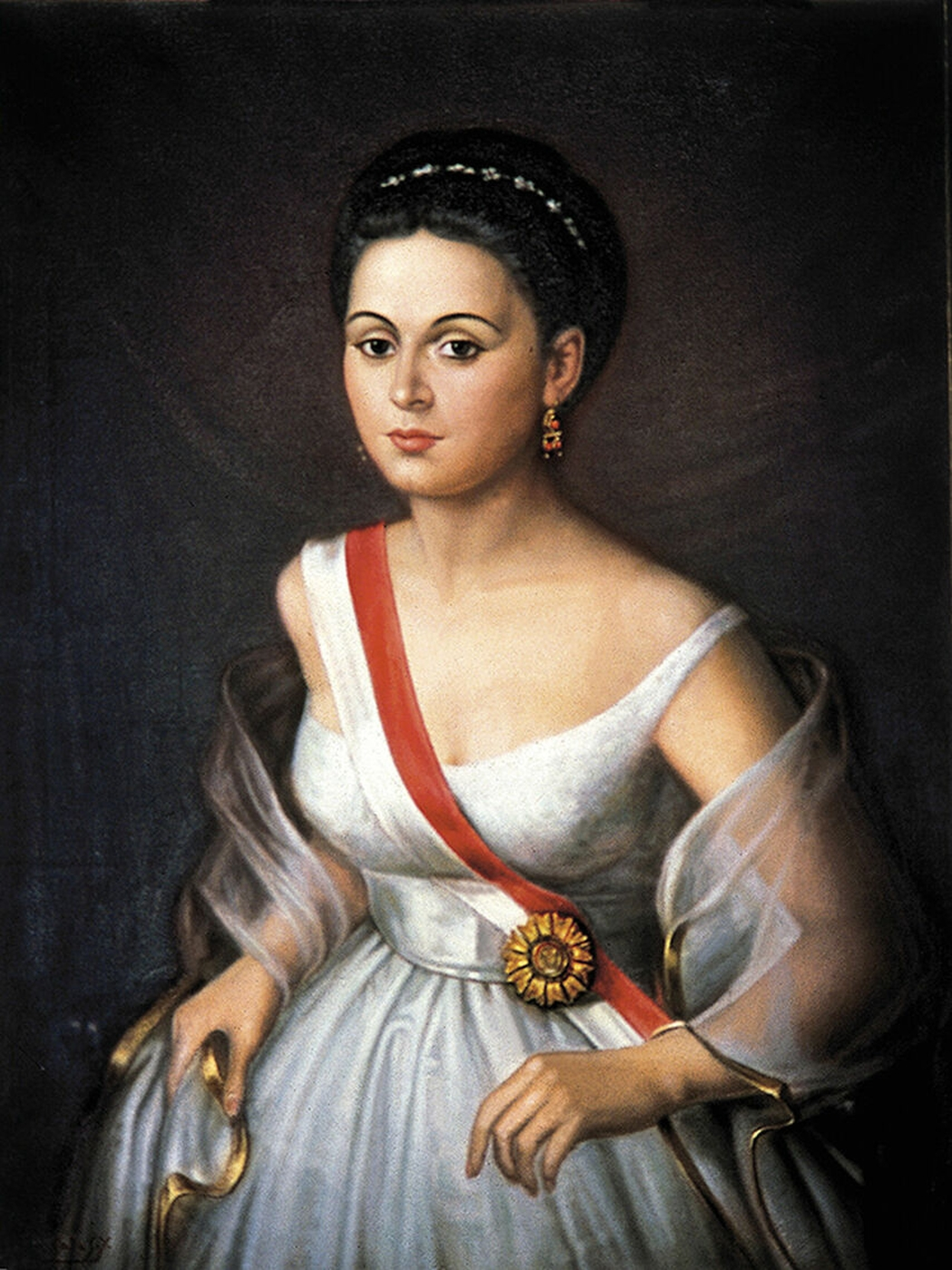
Manuela Sáenz, portando la insignia de la Orden El Sol del Perú, obra de Marco Salas Yepes (1960), Quinta de Bolívar.

Luego de haber completado su formación con las monjas conceptas, pasó al monasterio de Santa Catalina de Siena (Quito), de la Orden de Santo Domingo, para concluir así con la educación que en ese tiempo se impartía a las señoritas de las más importantes familias de la ciudad. En ese lugar, aprendió a bordar, a elaborar dulces, a comunicarse en inglés y francés, habilidades y labores que la mantendrían en sus años de exilio en Paita (Perú).
En 1817 se une en un matrimonio arreglado por su padre con el acaudalado médico inglés James Thorne, mucho mayor que ella.
Por sus actividades proindependentistas, José de San Martín, luego de haber tomado Lima con su Ejército de Los Andes y proclamado su independencia el 28 de julio de 1821, le concedió el título de Caballeresa de la Orden El Sol del Perú.
En 1821, a raíz de la muerte de su tía materna, Manuela decidió regresar al Ecuador, para reclamar su parte de la herencia de su abuelo materno, y viajó con su medio hermano, entonces oficial del batallón Numancia, ya integrado al ejército libertador con el nombre de Voltígeros de la Guardia y bajo las órdenes del general Antonio José de Sucre, que había recibido la orden de trasladarse a Quito, pero al no contar con la aprobación de su padre o su marido no se le permitió participar directamente en el campo de batalla, encargándose de la asistencia de los heridos y del apoyo logístico. Allí conoció a Simón Bolívar.

Cuando se acercaba al paso de nuestro balcón, tomé la corona de rosas y ramitas de laureles y la arrojé para que cayera al frente del caballo de S. E.; pero con tal suerte que fue a parar con toda la fuerza de la caída, a la casaca, justo en el pecho de S. E. Me ruboricé de la vergüenza, pues el Libertador alzó su mirada y me descubrió aún con los brazos estirados en tal acto; pero S. E. se sonrió y me hizo un saludo con el sombrero pavonado que traía a la mano.
Manuela Sáenz.

En un encuentro posterior, en el baile de bienvenida al Libertador, él le manifiesta: «Señora: si mis soldados tuvieran su puntería, ya habríamos ganado la guerra a España». Abandona a su marido, y Manuela y Bolívar se convierten en amantes y compañeros de lucha durante ocho años, hasta la muerte de él, en 1830.

### Los años turbulentos

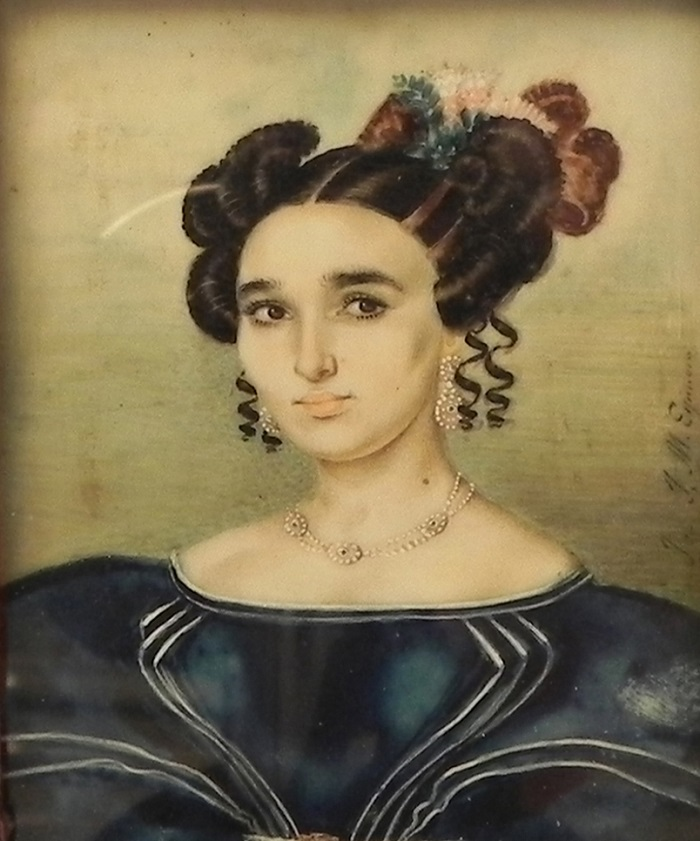
Retrato de Manuela Sáenz (1830) - Bogotá.

En 1823 Manuela acompañó a Bolívar al Perú y estuvo a su lado durante buena parte de las campañas, participando en ellas activamente, hasta culminar la gesta libertadora cuando se radicaron en la ciudad de Quito. 
Thorne en varias ocasiones pidió a Manuela que volviera a su lado. La respuesta de ella fue contundente: seguiría con Bolívar y daba por finalizado su matrimonio. Admiraba grandemente a Simón Bolívar y compartían el mismo ideal.

### Coronela del Ejército Colombiano

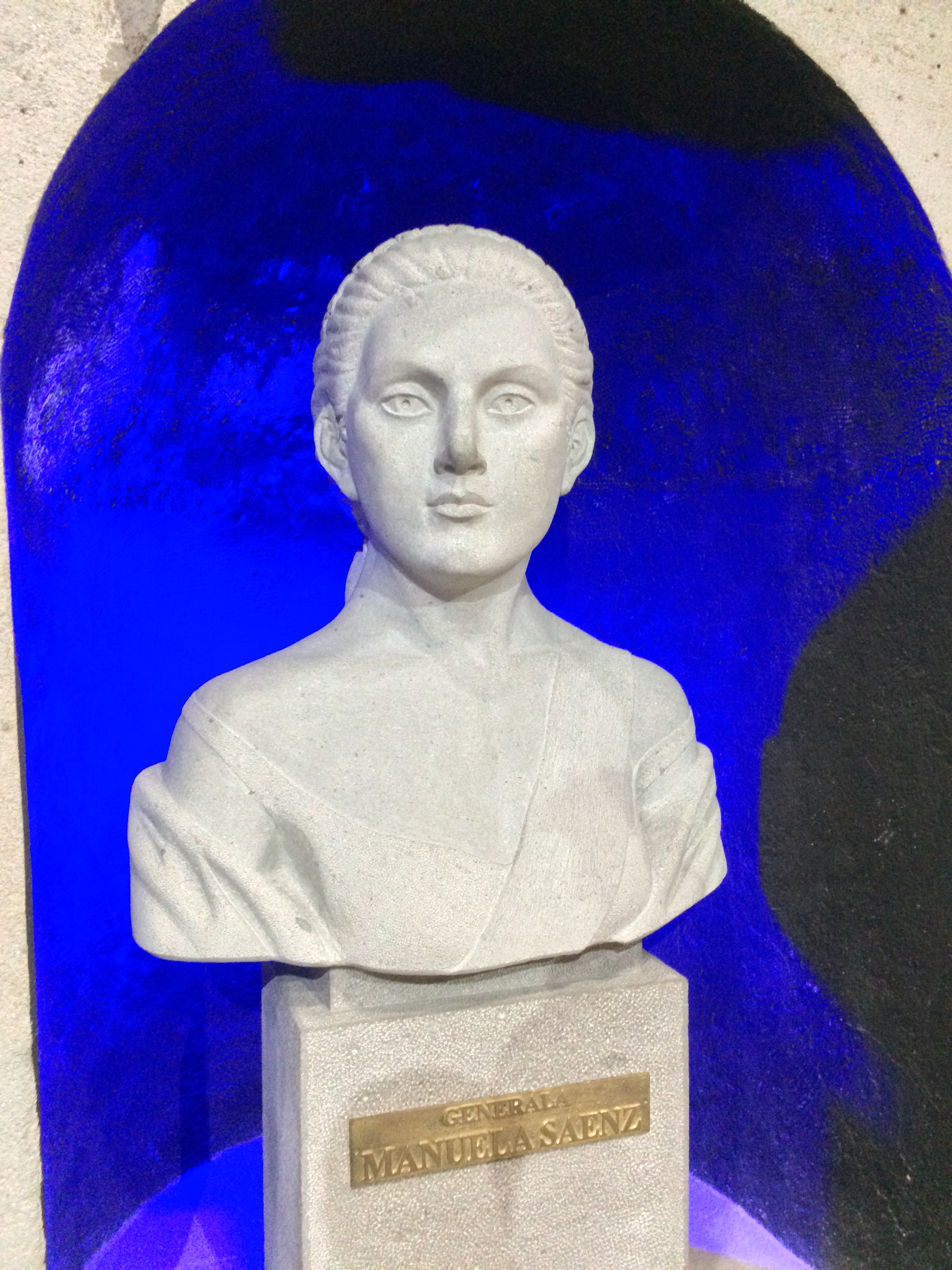
Busto en el Templo de la Patria en Quito.

Manuela Sáenz combatió bajo las órdenes del Mariscal Antonio José de Sucre en las batallas de Pichincha, Junín y Ayacucho, que consagraron la independencia de Ecuador y Perú, respectivamente. Las cartas de Simón Bolívar dirigidas a Sucre, dan testimonio del pedido expreso de cuidado especial a Manuelita en el campo de batalla. Sin embargo, Manuela participó activamente tanto en la división de Húsares como en la de Vencedores. Estos hechos motivaron su ascenso a Coronela del Ejército Colombiano.

### La libertadora del Libertador
Durante su estancia en Santa Fe de Bogotá, el 25 de septiembre de 1828, el Libertador Simón Bolívar fue objeto de un intento de asesinato, frustrado gracias a la valiente intervención de Manuelita. Los enemigos de Bolívar se habían conjurado para darle muerte aquella noche de septiembre. Al entrar al palacio de San Carlos (hoy en día sede de la Cancillería de Colombia), frente al teatro Colón, Manuela se da cuenta del atentado, y se interpone a los rebeldes, con el fin de que Simón Bolívar tuviera tiempo de escapar por la ventana. En conmemoración de estos hechos en esta casa se colocó una placa con las siguientes palabras:

SISTE PARUMPER SPECTATOR GRADUM
SI VACAS MIRATORUS VIAM SALUTIS
QUA SESE LIBERAVIT
PATER SALVATORQUE PATRIAE
SIMON BOLIVAR
IN NEFANDA NOCTE SEPTEMBRINA
AN MDCCCXXVIII
DETENTE, ESPECTADOR, UN MOMENTO
Y MIRA EL LUGAR POR DONDE SE SALVÓ
EL PADRE Y
LIBERTADOR DE LA PATRIA
SIMÓN BOLÍVAR
EN LA NEFANDA NOCHE SEPTEMBRINA
1828

Por estas acciones, Bolívar mismo la llamó la Libertadora del Libertador;
Tras las investigaciones posteriores, los responsables del atentado fueron capturados. Francisco de Paula Santander fue acusado de traición, siendo hallado culpable del atentado. Fue degradado, expulsado deshonrosamente y condenado a morir fusilado por la espalda; pero se le perdonó la vida gracias a la intercesión de Nicolasa Ibáñez, amante de Santander y fue desterrado.

### Exilio y muerte
Después de que fuera aceptada su dimisión a la presidencia, Bolívar abandonó la capital colombiana el 8 de mayo de 1830 y falleció en diciembre en la ciudad de Santa Marta producto de un trastorno hidroelectrolítico (aunque durante mucho tiempo se ha supuesto que murió de tuberculosis), sumiendo a Manuela en la desesperación. En 1834, el gobierno de Francisco de Paula Santander la desterró de Colombia acusada de conspiración comandada por el general José Sardá contra el mismo.  Ella partió hacia el exilio en la Jamaica británica. Regresó a Ecuador en 1835, pero no alcanzó a llegar a Quito: cuando se encontraba en Guaranda, su pasaporte fue revocado por el presidente Vicente Rocafuerte probablemente por la última rebelión de su hermano en el norte, por lo que Flores y Rocafuerte pensaron que ella venía a vengarlo, a lo que decidió instalarse en el puerto de Paita, al norte del Perú. Allí fue visitada por varios ilustres personajes, como el patriota italiano Giuseppe Garibaldi, el escritor peruano Ricardo Palma (que se basó en sus relatos para redactar parte de sus Tradiciones peruanas) y el venezolano Simón Rodríguez. Durante los siguientes 25 años se dedicó a la venta de tabaco, además de traducir y escribir cartas a los Estados Unidos de parte de los balleneros que pasaban por la zona, y de hacer bordados y dulces por encargo.
En 1847, su exesposo legal murió asesinado, siendo incapaz de cobrar ni siquiera los 8000 pesos de la dote entregada por su padre al momento de su matrimonio.
Manuela Sáenz falleció el 23 de noviembre de 1856, cerca de cumplir los 59 años de edad, durante una epidemia de difteria que azotó la región. Su cuerpo fue sepultado en una fosa común del cementerio local y todas sus posesiones, para evitar el contagio, fueron incineradas, incluidas una parte importante de las cartas de amor de Bolívar y documentos de la Gran Colombia que aún mantenía bajo su custodia. Manuela entregó al historiador O’Leary gran parte de documentos para elaborar la voluminosa biografía sobre el Libertador, de quien Manuela dijo: «Vivo adoré a Bolívar, muerto lo venero».

## Valoración histórica
Manuela Sáenz es sin duda uno de los personajes más interesantes de las guerras de independencia de América del Sur. Según sus detractores, su relación con Simón Bolívar opaca sus propios méritos personales, como una de las grandes defensoras de la independencia de los países sudamericanos y como una de las más destacadas y avanzadas defensoras de los derechos de la mujer.
En su tiempo fue severamente criticada por algunos de sus contemporáneos debido a su actitud extrovertida y provocadora para la época, así como por la influencia política que llegó a ejercer, lo que le valió el destierro. Aun muchas décadas después de su muerte, influyentes intelectuales e historiadores omitieron su vida en sus obras sobre la historia de la campaña libertadora, así como otros la limitaron a una condición decorativa romántica y aun denigrante, tejiendo una leyenda sexual alrededor de su figura, la que sigue teniendo peso en la actualidad.
Recién en la mitad del siglo xx, gracias al revisionismo histórico, aparecieron biografías y ensayos en los que se empezó a reivindicar su papel como líder en la gesta libertadora de lo que hoy son Colombia, Ecuador y Perú. En los últimos años Sáenz ha sido convertida en un icono del feminismo latinoamericano e igual, como sigue teniendo detractores, su vida también es exaltada por escritores e historiadores como Alfonso Rumazo González, Germán Arciniegas o Alberto Miramón y Pablo Neruda. Sin embargo, fue en la década de 1980, cuando el historiador Carlos Álvarez Saá, dio a conocer el hallazgo de los diarios personales de Manuela, así como la correspondencia personal entre ella y Simón Bolívar, documentos que completan la biografía de la heroína.

### Homenaje en Argentina

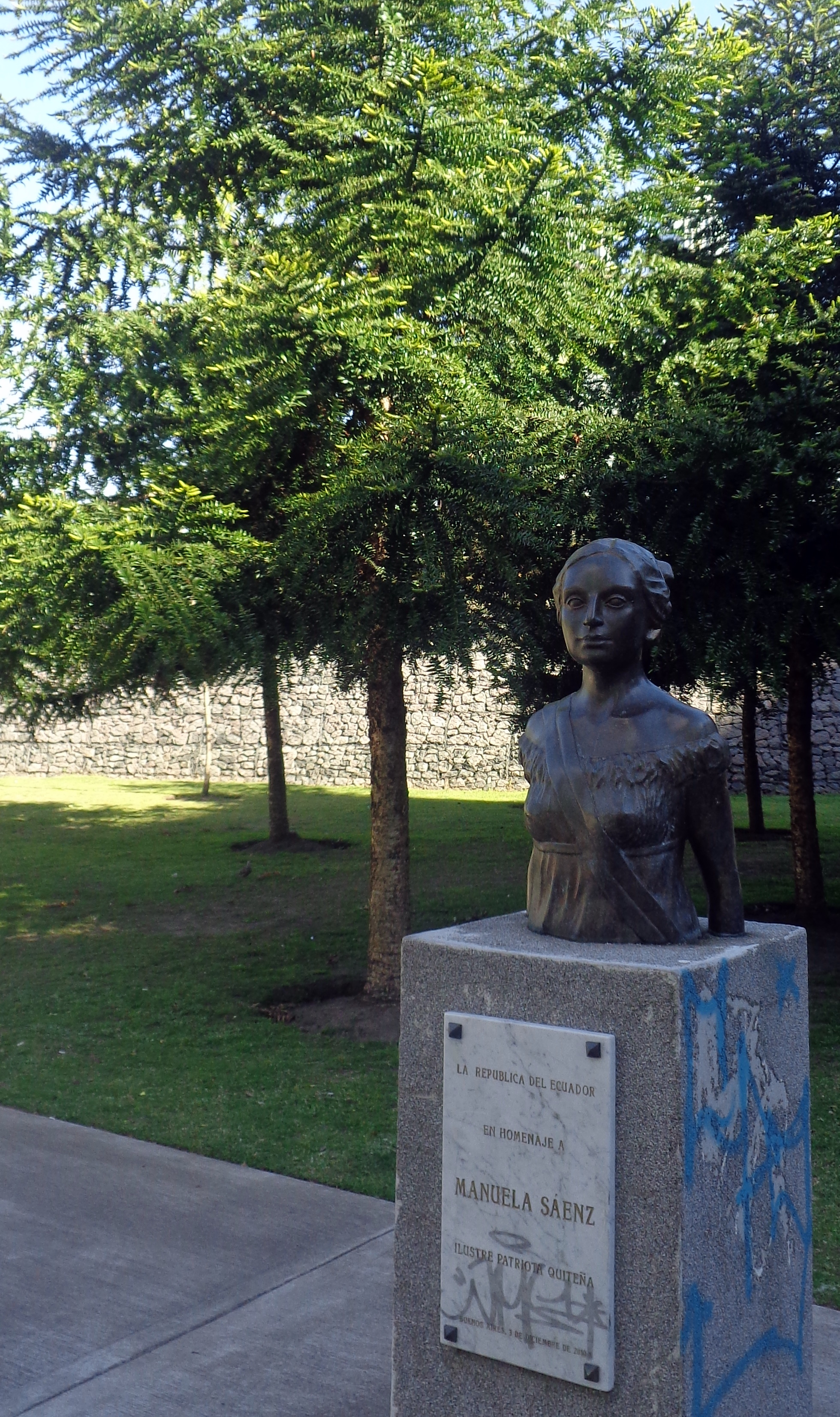
Busto de Manuela Sáenz en el parque Mujeres Argentinas.

En mayo de 2010, durante una visita oficial, el presidente ecuatoriano Rafael Correa reveló en Buenos Aires un busto de bronce donado por su gobierno, que fue emplazado en la plazoleta ubicada en las intersección de las calles Manuela Sáenz y Juana Manso, extremo norte del parque Mujeres Argentinas en el sector de Puerto Madero.

### Homenaje en Colombia
En Bogotá existe el museo "La Casa de Manuelita Sáenz", ubicado en la casa que esta dama habitó de 1828 a 1830, hasta después de la muerte del Libertador Simón Bolívar, cuando es obligada a abandonarla. Situada en la plazuela de San Carlos (actualmente la plazuela Rufino José Cuervo), en La Candelaria, barrio histórico de Santa Fe de Bogotá. Integrado con el Museo de Trajes Regionales, este museo le abre particularmente un espacio al estilo y vestuario de Manuelita.
En el sureste de Bogotá, en la ciudad de Cali y en el municipio de Dosquebradas, existen colegios y  establecimientos educativos que llevan el nombre de Manuelita Sáenz, quien es considerada en Colombia como una de las grandes heroínas, próceres de la independencia de la nación.
En el 2010 la alcaldía mayor de Bogotá, en el marco de la celebración del Bicentenario de la Independencia de la República de Colombia, programó un homenaje a Manuelita Sáenz con actos que incluyeron la lectura de sus cartas, a cargo de actrices colombianas, el jueves 8 de julio frente al Palacio de San Carlos, y un acto de despedida en la Quinta de Bolívar el viernes 9 de julio de la caravana proveniente de Ecuador, que llevaba restos simbólicos de Manuelita a Venezuela.

### Homenajes en Ecuador
En el barrio San Marcos, sector del centro histórico de Quito, existe el Museo Manuela Sáenz, fundado por el historiador Carlos Álvarez Saá y dedicado a su memoria en 1992. En dicho museo reposan numerosos objetos que les pertenecieron a ella y al Libertador.

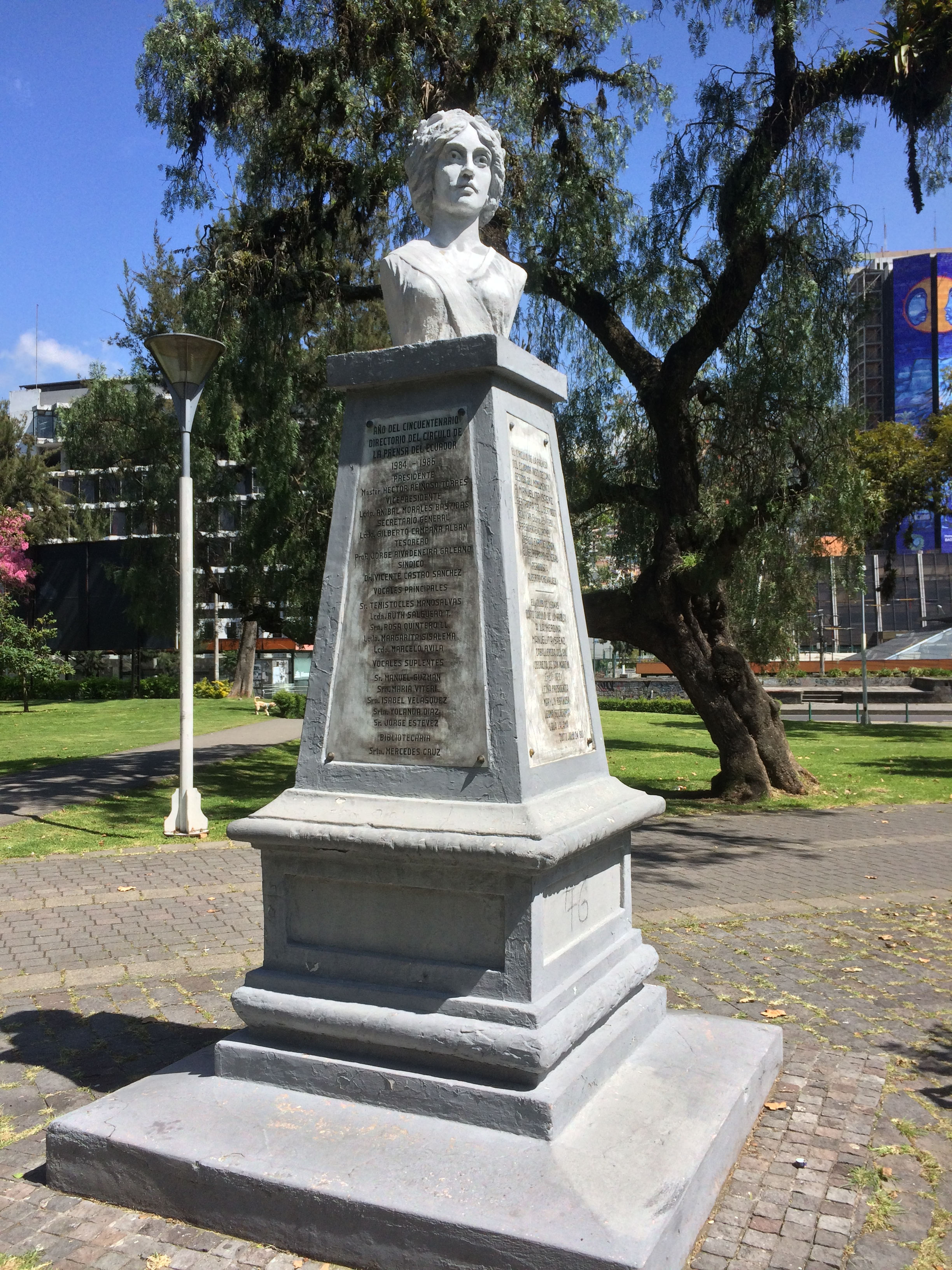
Busto de Manuela Sáenz en el parque La Alameda.

En la capital ecuatoriana, también hay un pequeño busto suyo en el parque La Alameda; una calle del norte de la ciudad lleva su nombre, así como una de las 8 administraciones zonales, concretamente la de Zona Centro; además, en 2010, durante la ceremonia de conmemoración por los 188 años de la batalla de Pichincha, fue develado otro busto en el Salón de Armas del Templo de la Patria.
Manuela Sáenz colaboró con vituallas en la batalla de Pichincha a su regreso del Perú. Posteriormente se integró como soldado al Batallón de Húsares, y combatió en numerosas batallas de la Campaña del Sur, mereciendo ascensos por su valor. Por su extraordinaria participación en la batalla de Ayacucho bajo las órdenes del mariscal Antonio José de Sucre, este, ante la aclamación de la tropa, le sugirió a Bolívar que la ascendiera a coronela del Ejército Independentista, rango que le fue concedido. El 22 de mayo de 2007, en el marco de la conmemoración de la batalla de Pichincha, el gobierno del Ecuador la ascendió al grado de Generala de honor de la República de Ecuador.

### Homenajes en Perú
En ocasión del día de la mujer se desveló en 2020 un busto de Manuela Sáenz en el parque Domodossola del distrito de Miraflores en Lima, Perú.  Con representantes de Ecuador y Perú. Monumento, traído desde Quito, su posición esta mirando al mar en rememora a una ciudad que vivió y amó profundamente.

### Homenaje en Venezuela
El 5 de julio de 2010, en el marco de la conmemoración del 199° aniversario de la firma del Acta de Independencia de Venezuela, llegó al Panteón Nacional un cofre que contenía arena de la localidad peruana de Paita, donde fue enterrada Manuela Sáenz. Estos restos simbólicos fueron trasladados por carretera, atravesando Perú, Ecuador, Colombia y Venezuela hasta arribar a Caracas, donde reposan en un sarcófago diseñado para tal fin junto al Altar Principal en el que yacen los restos de Simón Bolívar. Además, a Sáenz se le concedió póstumamente el ascenso a Generala de división del Ejército Nacional Bolivariano por su participación en la guerra independentista, en un acto que contó con la presencia de los presidentes de Ecuador y Venezuela.
En 2013, el gobierno de Venezuela inauguró un monumento a Manuela Sáenz denominado Rosa Roja de Paita, una escultura de 14 metros ubicada justo al lado del Mausoleo de Simón Bolívar, en Caracas. Asimismo, se inauguró la plaza Manuela Sáenz donde se erige un busto de la prócer independentista en Caracas.
Así mismo, uno de los tanqueros petroleros de la flota de PDV Marina lleva su nombre.

## En el arte
Manuela Sáenz ha sido uno de los personajes más retratados de la Independencia; desde finales del siglo xx se han escrito varios libros sobre ella, y su vida ha sido llevada al cine e inspirado series y folletines para la televisión y el teatro.

### Libros
- Carlos Álvarez Saá. Manuela, sus diarios perdidos y otros papeles, Ed. Museo Manuela Sáenz, 5ta. edición, 2008. Incluye la transcripción rigurosa de sus diarios personales, y de la correspondencia entre Manuela y Bolívar.
- Carlos Hugo Molina Saucedo. "Manuela, mi amable loca", Editorial La Hoguera
- Victor Wolfgang von Hagen. Las cuatro estaciones de Manuela, biografía, Editorial Hermes, 1953
- Alberto Miramón. La vida ardiente de Manuelita Sáenz, biografía, Bogotá: Librería Sudamérica, 1946
- Pablo Neruda. La insepulta de Paita: elegía dedicada a la memoria de Manuela Sáenz, amante de Simón Bolívar (con grabados en madera de Luis Seoane). Buenos Aires: Losada, 1962
- Alfonso Rumazo González. Manuela Sáenz. La Libertadora del Libertador, novela biográfica, Quito: Almendros y Nieto, 1984
- Denzil Romero. La esposa del Dr. Thorne, novela erótica, premio de la X Convocatoria La Sonrisa Vertical. España: Tusquets, 1987
- Gabriel García Márquez. El general en su laberinto, novela sobre los últimos días de Bolívar, en la que Manuela Sáenz es uno de los personajes principales, 1989
- Luis Zúñiga. Manuela, novela, Quito: Abrapalabra Editores, 1991
- María Mogollón y Ximena Narváez. Manuela Sáenz: presencia y polémica en la historia. Quito: Corporación Nacional Editorial, 1997
- Gregory Kauffman. Manuela (en inglés). Seattle (EE. UU.): RLN & Company, 1999; ISBN 0-9704250-0-7
- Tania Roura. Manuela Sáenz. Una historia maldicha, novela, Quito: La Iguana Bohemia, 2004
- Jaime Manrique. Nuestras vidas son los ríos (Our Lives are the Rivers). Editora Club Rayo, 2007
- Aleyda Quevedo Rojas. Dos encendidos, Secretaría de Cultura del Distrito Metropolitano de Quito, 2010

### Teatro
- "Manuela Sáenz", obra de Luis Peraza, Caracas (Venezuela), 1960
- "Manuela Sáenz: Vine a decirlo todo", obra escrita por Vinicio Romero Martínez y estrenada en Caracas (Venezuela) en el 2007.
- "Manuela Sáenz. la dama de América". Erika Zañartu. Monólogo basado en los diarios de Paita y en las cartas a Bolívar. 2010. Caracas, Venezuela.
- "Manuela Siempre", obra de Carmen Naranjo, drama histórico publicado en 1984, en San José, Costa Rica.
- “Manuela no viene esta noche”, obra de Patricia Ariza estrenada en el 2011 en Bogotá.
- “Las tardes de Manuela”, obra de José Manuel Freidel, estrenada en Medellín en 1989.
- “Bolívar y Manuela: los pasos de la nostalgia” de Sebastián Ospina basado en la novela "La agonía erótica" de Víctor Paz Otero. estrenada en Bogotá, 2010.
- "Una loca estrella". obra de Pedro Saad H, Quito, 2003.
- "El amor de la coronela" escrita por Isabel Campos, estrenada en Bogotá, 2006.
- “Manuela… sus propias palabras”, lectura dramatizada de fragmentos de cartas y del diario de Manuela Sáenz, presentada en Caracas en el 2012.
- "Manuela Libertad", obra de Annie Rosenfeld, estrenada en Cuenca (Ecuador) en el 2012.
- "Algo parecido a un 20 de Julio", obra de la Corporación Trevejos Teatro, estrenada en Mosquera (Cundinamarca), en el 2012.
- "La celebración", monólogo dramático del escritor ecuatoriano Luis Zúñiga, publicado en la revista "Kaviernícolas, Palabras sobre la mesa", Quito, Ecuador, 2018.
- "Manuela, la insepulta de Paita", obra de Miguel Issa, estrenada en el Teatro Municipal de Caracas con el elenco de la Compañía Nacional de Teatro y los músicos Xiomara Mistage, María Elena Vargas (sopranos) y Carlos Miguel Omaña (guitarra Barroca) (junio de 2022).
- "Una noche para siempre", obra de Martha Márquez Quintero, dirigida por Alejandra Borrero y Erik Rodríguez. Estrenada en el Teatro Arlequin de la Casa E Borrero en Bogotá con las actrices Giovanna Andrade, Nina Guerrero y Alejandra Borrero el 9 de julio de 2022.[33]

### Cine
- Manuela Sáenz, película del venezolano Diego Rísquez, con Beatriz Valdés en el papel de Manuelita y Mariano Álvarez como Bolívar (97 minutos)

#### Televisión
- Manuelita Sáenz, telenovela colombiana emitida en 1978.
- El Ministerio del Tiempo, Temporada 3 - Episodio 10 (serie española sobre viajes en el tiempo emitida en el 2017).
- El Último Bastión, interpretado por Cindy Díaz, serie histórica por   Tv Perú  emitida en 2019.
- Bolívar (serie), (producción realizada por Caracol Televisión), interpretada por Shany Nadan, serie histórica sobre la vida de Simón Bolívar y su gesta independentista, emitida en 2019 en Colombia.
- El Encuentro de Guayaquil,coproducción argentino-colombiana protagonizada por Pablo Echarri y Anderson Ballesteros que relata la reunión histórica de José de San Martín y Simón Bolívar en plena campaña militar por la independencia. Un encuentro entre San Martín y Bolívar sólo fue posible gracias a Rosita Capusano y Manuela Sáenz.

#### Ópera
- Manuela y Simón, ópera del ecuatoriano Diego Luzuriaga, estrenada el 13 de noviembre de 2006 en el Teatro Nacional Sucre de Quito
- La Libertadora del Libertador, ópera de Bernardo Sánchez, estrenada en Cali (Colombia) en 2008